# Лепешинская, Ольга Васильевна

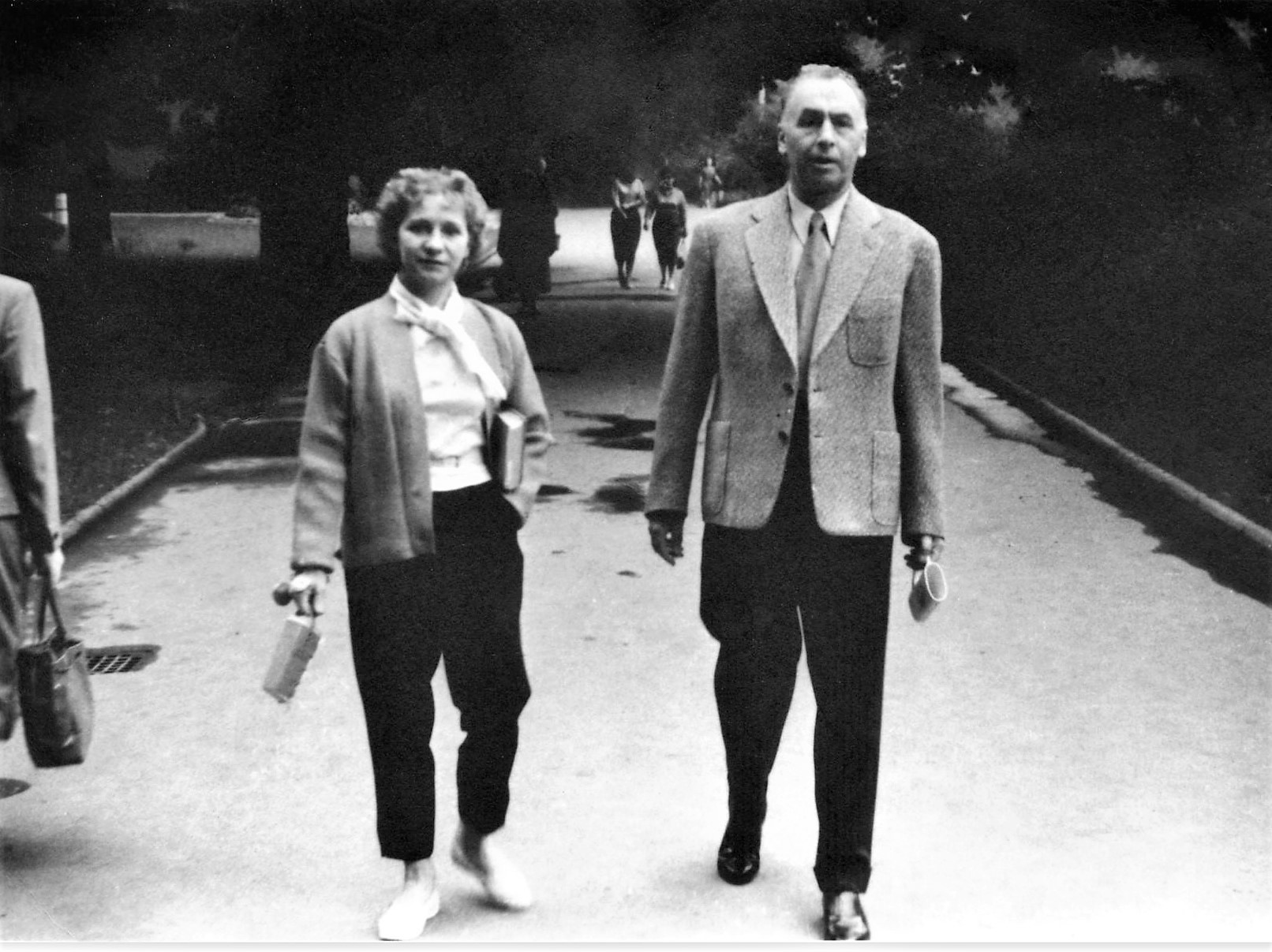
Алексей Иннокентьевич Антонов и Ольга Васильевна Лепешинская во время отдыха в Карловых Варах. Начало 1960-х годов

О́льга Васи́льевна Лепеши́нская (28 сентября 1916, Киев — 20 декабря 2008, Москва) — советская артистка балета, балетный педагог, общественный деятель. Прима-балерина Большого театра. Народная артистка СССР (1951). Лауреат четырёх Сталинских премий (1941, 1946, 1947, 1950).

## Биография
Родилась 28 сентября 1916 года в Киеве в дворянской семье с польскими корнями.

Могила О. В. Лепешинской на Введенском кладбище в Москве

Начинала заниматься хореографией сама. Всё свободное время училась танцевать, несколько раз в неделю брала уроки у О. В. Некрасовой. В 1933 году окончила Государственный московский балетный техникум при ГАБТ (ныне Московская академия хореографии) (педагоги А. И. Чекрыгин, Е. А. Шарпантье, Е. М. Адамович, В. А. Семёнов).
В 1933 году дебютировала в Большом театре, в партии Лизы в балете «Тщетная предосторожность» Ж. Доберваля. Обладая искромётной техникой, филигранной точностью движений, живым темпераментом, с успехом танцевала как классические, так и современные партии.
Уже в апреле 1935 года Ольга Лепешинская в числе крупных государственных деятелей, известных военачальнильников и представителей театральной элиты получила именное приглашение на торжественный приём в резиденцию американского посла в Москве — Весенний фестиваль в Спасо-хаусе. Один из организаторов праздника, сотрудник посольства Чарльз Тейер даже отмечал, что последним событием фестиваля стал грузинский танец, исполненный Ольгой Лепешинской в 10 часов утра после бессонной ночи в паре с заместителем народного комиссара обороны СССР Михаилом Тухачевским.
В годы войны выступала на фронте со специально подготовленными программами. 30 декабря 1942 года в находящемся в эвакуации в Куйбышеве Большом театре состоялась премьера балета «Алые паруса» В. М. Юровского, поставленного по одноимённой повести А. С. Грина, где она была исполнительницей главной партии Ассоль. С этим балетом труппа гастролировала по освобождённым городам.
После войны много гастролировала по городам СССР и за рубежом.
Среди её партнёров были А. Н. Ермолаев, А. М. Мессерер, П. А. Гусев и другие танцовщики.
Завершив карьеру балерины в 1963 году, занималась преподаванием как в СССР, так и за границей: в Риме, Будапеште, Мюнхене, Берлине, Дрездене, Штутгарте, Вене, Белграде, Стокгольме, Нью-Йорке, Токио, Лондона, Осло и других городах. В 1997 году стала профессором ГИТИСа. Более 50 лет возглавляла государственную экзаменационную комиссию на кафедре хореографии ГИТИСа.
С 1973 года возглавляла оргкомитет международных конкурсов артистов балета в Москве. Председатель жюри Первого Московского международного независимого конкурса молодых артистов балета им. С. П. Дягилева (1992). Также была обозревателем Центрального телевидения и членом редколлегии «Энциклопедии балета». С 1992 года — президент Российской хореографической ассоциации, а с 1996 возглавляла правление Центрального дома работников искусств. Входила в правление обществ «СССР — Япония» и «СССР — США».
Член ВКП(б) с 1943 года.
Умерла 20 декабря 2008 года на 93-м году жизни в собственной квартире в Москве. «Она уснула и не проснулась», — рассказал родственник балерины. Похоронена 23 декабря 2008 года в Москве на Введенском кладбище (5 уч.).

### Семья
(Первый муж — Илья Трауберг (1905—1948), кинорежиссёр (развелись незадолго до начала Великой Отечественной войны).
Второй муж — Леонид Райхман (1908—1990), сотрудник МГБ СССР, генерал-лейтенант (арестован в 1951 году, после освобождения к жене не вернулся).
Третий муж — Алексей Антонов (1896—1962), военачальник, генерал армии, член Ставки ВГК, начальник Генерального штаба ВС СССР в 1945—1946 годах, первый (с 1955 г.) начальник Штаба Объединённых вооружённых сил стран ОВД.
Детей Ольга Лепешинская не имела.

### Адреса
С 1944 по 2008 гг. жила в Москве по адресу 1-я Тверская-Ямская улица, д. 36, стр. 1. На стене дома установлена памятная табличка
«Житель дома и инициатор установки памятной доски Сергей Хайкин рассказал, какие трудности удалось преодолеть совместными усилиями. „Получилось так, что фонд Лепешинской, который был вместе с домом инициатором установки доски, в 2019 году закрылся, и уже готовое произведение оказалось без хозяина и без оплаты. Я первый раз собирал средства через общественный призыв, но получилось. Прямо-таки народный мемориал. Мы собрали 255 тысяч. И с этой суммой уже обратились в Большой театр, тонко намекая на то, что балерина, которая 30 лет была славой Большого, заслуживает памяти. Нас услышали, и попечительский совет театра выделил недостающую половину“, — пишет он»

### Наследство
После смерти балерины группа сотрудников Центрального дома работников искусств обратилась в Генеральную прокуратуру Российской Федерации с просьбой проверить обстоятельства, связанные с передачей гражданам в наследство имущества балерины. В связи с этим прокуратуре Москвы было поручено провести проверку в соответствии с законом.
Вещи из гардероба балерины после её смерти были переданы наследниками историку моды А. Васильеву. В 2012 году несколько нарядов и сценических костюмов (к номеру «Девушка и гусар» и к балету «Дон Кихот») были представлены на выставке «Мода за железным занавесом. Из гардероба звёзд советской эпохи», прошедшей в Хлебном доме музея-заповедника Царицыно.

## Награды и звания
- Заслуженная артистка РСФСР (1942)
- Народная артистка РСФСР (1947)
- Народная артистка СССР (1951)

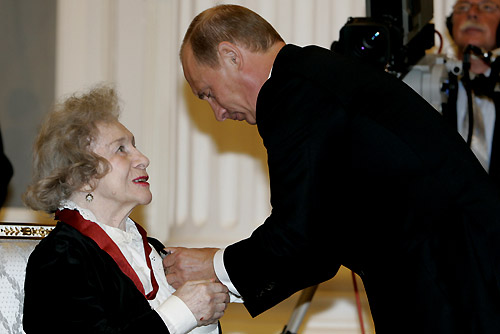
Ольга Лепешинская и Владимир Путин на церемонии вручения государственных наград в Кремле, 6 октября 2006.

- Сталинская премия первой степени (1941) — за выдающиеся заслуги в области балетного искусства
- Сталинская премия первой степени (1946) — за исполнение заглавной партии в балете «Золушка» С. С. Прокофьева
- Сталинская премия первой степени (1947) — за исполнение партии Жанны в балете «Пламя Парижа» Б. В. Асафьева
- Сталинская премия второй степени (1950) — за исполнение партии Тао Хоа в балете «Красный мак» Р. М. Глиэра
- Орден «За заслуги перед Отечеством» II степени (2006) — за выдающийся вклад в развитие отечественного хореографического искусства и многолетнюю плодотворную работу[10]
- Орден «За заслуги перед Отечеством» III степени (1996) — за выдающийся вклад в развитие отечественной культуры[11]
- Два ордена Ленина (1971, 1976[12])
- Орден Октябрьской революции (1986)
- Два ордена Трудового Красного Знамени (1951, 1966)
- Орден «Знак Почёта» (02.06.1937) — за выдающиеся заслуги в деле развития оперного и балетного искусства
- Орден Знамени (ВНР)
- Медаль «За доблестный труд в Великой Отечественной войне 1941—1945 гг.»
- Медаль «За оборону Москвы»
- Медаль «За доблестный труд. В ознаменование 100-летия со дня рождения Владимира Ильича Ленина»
- Медаль «Ветеран труда»
- Медаль «В память 800-летия Москвы»
- Медаль «В память 850-летия Москвы»
- Медаль «За ратную доблесть»
- Благодарность Президента Российской Федерации (2005) — за многолетнюю плодотворную культурно-просветительскую деятельность[13]
- Высший орден Филиппин
- Ордена и медали Албании, Германии, Венгрии, Румынии, Швеции, Югославии и Египта
- Первая премия I Всемирного фестиваля молодёжи и студентов в Праге (1947)
- Приз «Душа танца» журнала «Балет» в номинации «Мэтр танца» (2000)
- Большой янтарный крест Русской академии искусствоведения и музыкального исполнительства — за талант, труд, честь и постоянство
- Почётная медаль шведской балерины Карины Арии
- Почётный гражданин Западного и Восточного Берлина, Белграда и Стокгольма
- Академик Международной академии творчества
- Действительный член четырёх иностранных академий
- Член-корреспондент Академии искусств ГДР (1970)
- Доктор гуманитарных наук Филиппин (1974).

## Партии

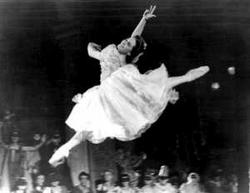
О. Лепешинская (Китри) в балете «Дон Кихот», 1940 г.

- 1933 — Амур («Пламя Парижа» Б. В. Асафьева)
- 1933 — Фея Драже («Щелкунчик» П. И. Чайковского)
- 1933 — Лиза («Тщетная предосторожность» Ж. Доберваля)
- 1934 — Солистка («Шопениана» на музыку Ф. Шопена)
- 1934 — Сванильда («Коппелия» Л. Делиба)
- 1935 — Суок («Три толстяка» В. А. Оранского) (первое исполнение)
- 1935 — Зина («Светлый ручей» Д. Д. Шостаковича)
- 1936 — Аврора («Спящая красавица» П. И. Чайковского)
- 1938 — Полина («Кавказский пленник» Б. В. Асафьева)
- 1939 — Светлана «Светлана» Д. Л. Клебанова (первое исполнение)
- 1939 — Маша («Щелкунчик» П. И. Чайковского)
- 1940 — Китри («Дон Кихот» Л. Ф. Минкуса
- 1941 — Оксана («Тарас Бульба» В. П. Соловьёва-Седого) (первое исполнение)
- 1941 — Одетта и Одилия («Лебединое озеро» П. И. Чайковского)
- 1943 — Ассоль («Алые паруса» В. М. Юровского)[14]
- 1945 — Золушка («Золушка» С. С. Прокофьева) (первое исполнение)
- 1946 — Лиза («Барышня-крестьянка» Б. В. Асафьева)
- 1947 — Жанна («Пламя Парижа» Б. В. Асафьева)
- 1947 — Татьяна «Татьяна» («Дочь народа») на музыку А. А. Крейна
- 1949 — Сванильда («Коппелия» Л. Делиба)
- 1949 — Тао Хоа («Красный мак» Р. М. Глиэра)
- 1949 — Мирандолина («Мирандолина» С. Н. Василенко)
- 1949 — Параша («Медный всадник» Р. М. Глиэра) (первое исполнение)
- 1952 — Аврора («Спящая красавица» П. И. Чайковского)
- 1952 — Фадетта («Фадетта» Л. Делиба) (первое исполнение)
- 1956 — Лауренсия («Лауренсия» А. А. Крейна)
- 1959 — Сари («Тропою грома» К. А. Караева) (первое исполнение)

### В операх, на концертной эстраде
- Миниатюра «Девушка и гусар» — Девушка
- Концертный номер «Вальс» на музыку И. Штрауса
- 1939 — Балетная сцена из оперы «Иван Сусанин» М. И. Глинки (хореография Р. В. Захарова) — Нимфа
- 1940 — Хореографическая миниатюра Л. В. Якобсона «Охотник и птица» на музыку Э. Грига
- 1941 — Хореографическая миниатюра Л. В. Якобсона «Слепая» на музыку М. Понсе
- 1944 — Балетная картина «Половецкие пляски» из оперы «Князь Игорь» А. П. Бородина (хореография К. Я. Голейзовского) — Чага
- 1949 — Балетная картина «Вальпургиева ночь» из оперы «Фауст» Ш. Гуно (хореография Л. М. Лавровского) — Вахканка
- 1950 — В опере «Хованщина» М. П. Мусоргского (хореография С. Г. Кореня) — Персидка[15]

## Фильмография
- 1942 — Концерт фронту (музыкальный фильм) — солистка балета, танец с А. Руденко
- 1951 — Большой концерт (музыкальный фильм) — Ольга Александровна
- 1959 — Граф Нулин (фильм-балет) — Наталья Павловна

### Участие в фильмах
- 1969 — Молодой балет мира (документальный)
- 2004 — Диалог с легендой  (документальный), режиссёр Никита Тихонов

## Память
7 октября 2022 года на доме, где жила Лепешинская с 1944 по 2008 год (1-я Тверская-Ямская улица, д. 36, строение 1), была открыта мемориальная доска работы скульптора и графика Олега Закоморного.

## Факты
Горячим поклонником артистки был И. Сталин. Как писал мемуарист Гронский (деликатно не указывая фамилии), в середине 30-х вождь народов нередко возвращался от балерины в Кремль уже в глухую ночь.
На вопрос эстонского издания Postimees, почему балет пользовался столь большим вниманием у властьимущих, Лепешинская заявила: «Потому что в Большой театр приходил Сталин. Когда у него было свободное время, он всегда приезжал, садился в свою ложу, и мы знали, что Сталин в театре. За кулисами появлялось много молодых, хорошо одетых мужчин. Сталин очень любил балет „Пламя Парижа“, который и для нас был святым. Он часто приходил только на один акт, в котором происходило взятие Тюильри. Сталин сделал очень много для Большого театра, при нём театр превратился в единое целое. Появились первоклассные музыканты, а сам оркестр стал таким же цехом, как балет и опера».